# Tulipany (film)
Tulipany – polski dramat obyczajowy z 2005 roku w reżyserii Jacka Borcucha.

## Fabuła
Historia przyjaźni trzech mężczyzn, którzy pędząc przez życie nie zauważyli, że zbliżają się powoli do jego kresu. Pewne okoliczności sprawią, że wizja nieuniknionego końca obudzi w nich refleksje. Przewartościują swoje życie, podejmą może ostatnie najważniejsze decyzje, zrealizują dotąd niezrealizowane cele. Sentymentalna nieco, ale zarazem optymistyczna opowieść o miłości do życia i o pogodzeniu się z przemijaniem. Tłem zdarzeń jest wyidealizowany świat najwyższych wartości.

## Obsada aktorska
- Jan Nowicki – Matka
- Tadeusz Pluciński – Lolo
- Zygmunt Malanowicz – Mały
- Małgorzata Braunek – Marianna
- Andrzej Chyra – Dzieciak, syn Małego
- Ilona Ostrowska – Ola, dziewczyna Dzieciaka
- Hanna Orsztynowicz – pielęgniarka
- Wojciech Kalarus – lekarz
- Mariusz Drężek – Julian
- Edyta Łukaszewska

## Nagrody
2004
- Festiwal Polskich Filmów Fabularnych w Gdyni:
  - nagroda za drugoplanową rolę kobiecą – Małgorzata Braunek

2006
Polska Nagroda Filmowa:
- Orzeł dla najlepszej aktorki drugoplanowej – Małgorzata Braunek
- nominacja za muzykę – Daniel Bloom

## Ścieżka dźwiękowa
Muzyka z filmu „Tulipany” – muzykę do filmu skomponował Daniel Bloom, którego w nagraniach wsparło trio Leszka Możdżera. Wydawnictwo ukazało się 7 marca 2005 roku nakładem wytwórni muzycznej Warner Music Poland. Album dotarł do 18. miejsca polskiej listy przebojów OLiS.
1 lutego 2010 roku ukazało się wznowienie nagrań.
Lista utworów
1. „Intro (dialog w łóżku)” – 0:12
2. „Teraz to jest teraz” – 5:12
3. „Jeszcze raz” – 3:40
4. „Me on the Highway” – 3:12
5. „Chodż coś ci pokażę” – 1:20
6. „Jeszcze raz part II” – 4:51
7. „Zawsze będziesz sam” – 4:22
8. „Tulipany” – 2:04
9. „Capri Man” – 4:03
10. „Czyj to samochód?” – 3:27
11. „To będzie twój strach"
12. „Ludzie sobie żyją” – 1:17
13. „Outro (dialog w łóżku)” – 1:17

Twórcy
- Daniel Bloom – instrumenty klawiszowe, głos, programowanie, produkcja, miksowanie
- skład Leszek Możdżer Trio:
  - Leszek Możdżer – instrumenty klawiszowe, produkcja
  - Olo Walicki – kontrabas
  - Tomasz Sowiński – instrumenty perkusyjne
- Tomasz Żur – gitara basowa, Tomasz Bednarz – gitara, Sylwia Mróz – altówka
- Olga Łosakiewicz – wiolonczela, Adrian Janda – klarnet, Witold Jarosiński – dyrygent
- Konrad Kubicki – kontrabas, Przemysław Marcyniak – flet, Łukasz Dzikowski – obój
- Aleksandra Bieńkuńska, Anna Szalińska, Dawid Lubowicz – skrzypce
- Beata Jankowska – głos, Jacek Gawłowski – mastering
- Artur Willman, Damian Pietrasik – zdjęcia, Adam Żebrowski – oprawa graficzna
- Jan Nowicki, Małgorzata Braunek – dialogi